# Justin Fairfax

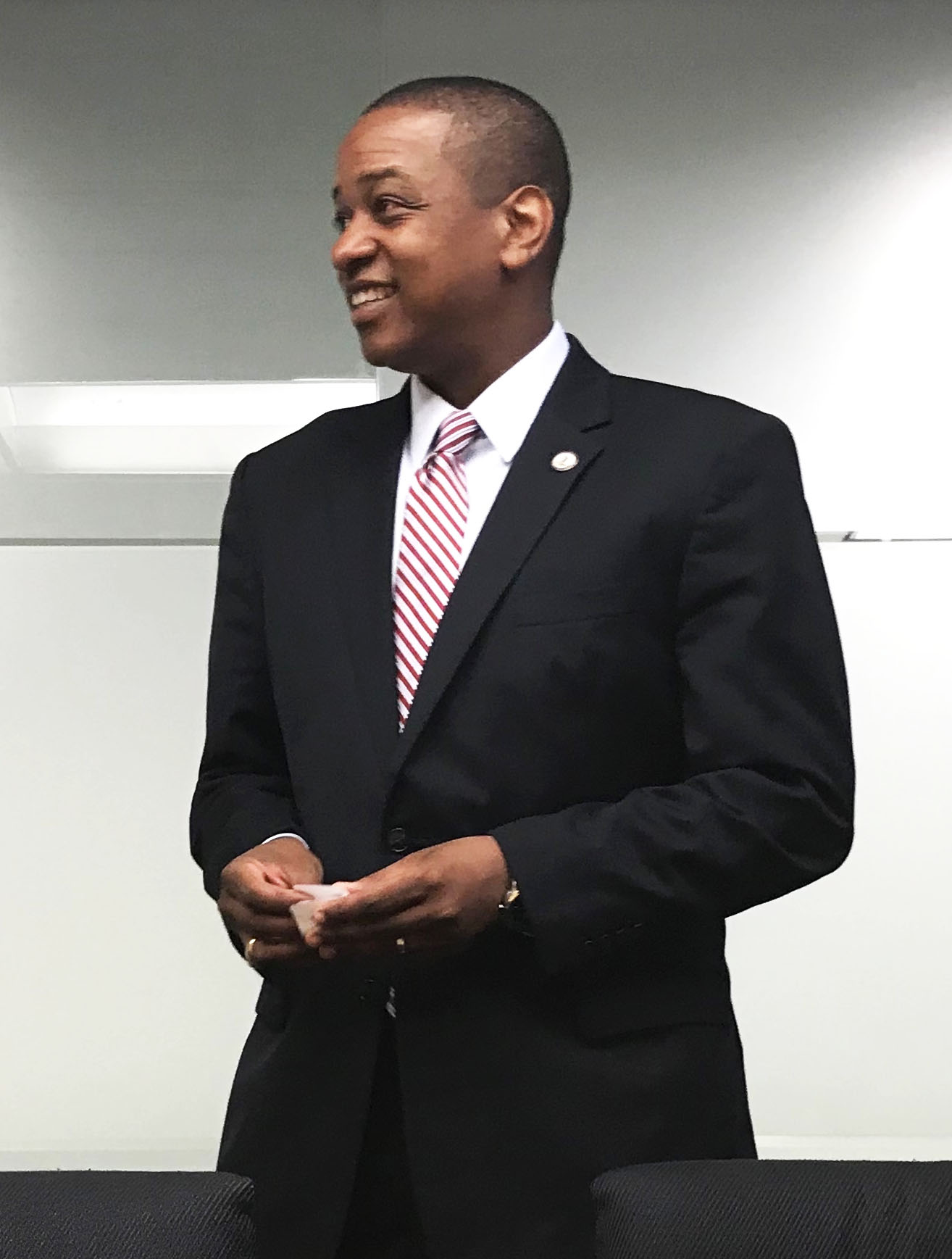
Justin Fairfax (2018)

Justin Edward Fairfax (* 17. Februar 1979 in Pittsburgh, Pennsylvania) ist ein US-amerikanischer Politiker der Demokratischen Partei und von 2018 bis 2022 Vizegouverneur von Virginia.

## Leben
Nach einem Studium der Public Policy an der Duke University war zunächst in verschiedenen Funktion mit Politiknähe tätig. Unter anderem arbeitete er für Tipper Gore, die Ehefrau des damaligen US-Vizepräsidenten Al Gore. Außerdem war als Stabsmitarbeiter in diversen Ausschüssen des US-Senats tätig. Später holte Fairfax ein rechtswissenschaftliches Studium nach. Anschließend übte er in Virginia den Beruf des Rechtsanwalts aus und wechselte später ins Büro eines US-Bundesstaatsanwalts. Nachdem sich Fairfax bereits in diversen Wahlkämpfen für die Demokraten engagierte, bewarb er sich 2013 in der Primary erfolglos um den Posten des Attorney General.
Zu den Wahlen 2017 kandidierte er als Vizegouverneur von Virginia und wurde auch von seiner Partei aufgestellt. Die eigentliche Wahl am 7. November 2017 gewann er gegen die Republikanerin Jill Vogel mit 52,7 % der Stimmen. Dieses Amt trat Fairfax im Januar 2018 als Nachfolger seines Parteikollegen Ralph Northam an. Dabei ist er Stellvertreter Northams, der sich bei der parallel stattfinden Gouverneurswahl ebenfalls durchsetzen konnte (Gouverneur und Vizegouverneur werden in Virginia getrennt gewählt). Seit der Wahl von Gouverneur Douglas Wilder 1989 ist Fairfax der erste Afroamerikaner in einem hochrangigen Regierungsamt des Bundesstaates.
Im Februar 2019 wurde Fairfax von zwei Frauen sexueller Missbrauch vorgeworfen. Fairfax bestritt die Vorwürfe.
Fairfax ist seit 2006 mit seiner Frau Cerine verheiratet und hat zwei Kinder.